# 奈良基督教会

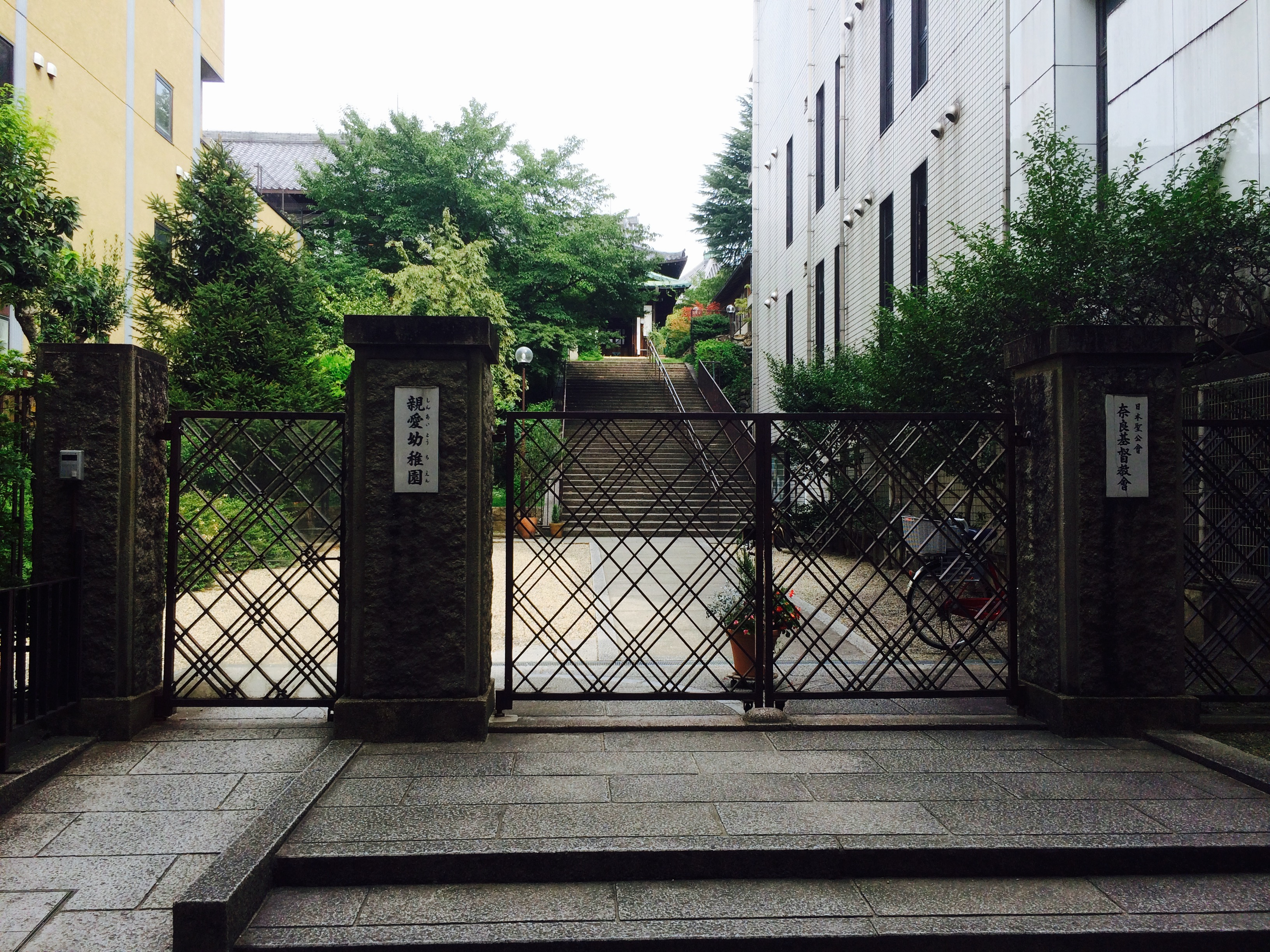
奈良基督教会/親愛幼稚園敷地門

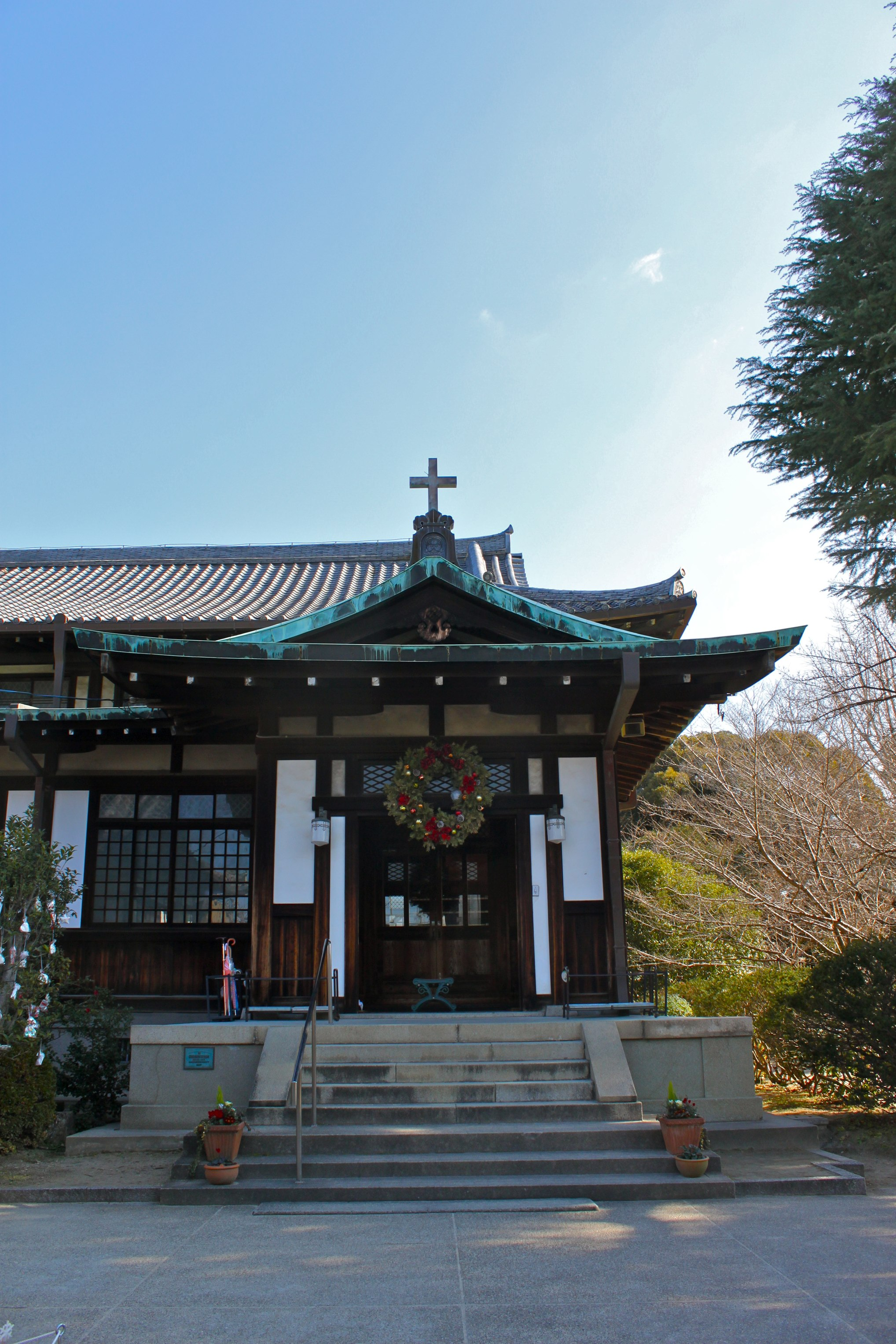
奈良基督教会

奈良基督教会（ならきりすときょうかい）は、奈良県奈良市にある日本聖公会の教会。昭和5年、奈良公園地区の景観にそぐわない洋風建築は認められなかったため、純和風教会として建設された。設計・施工は、教会の信徒で、宮大工の大木吉太郎。教会内部に、欄間がある。

## 歴史
1885年、日本人信徒と米国聖公会の宣教師ジョン・マキムによって伝道が開始され、1887年6月、現在の地の近くの花芝町に教会を建設した。1887年9月には、米国聖公会の支援によって英学教育を行う奈良英和学校（1901年廃校）が橋本町23番地の民家を校舎として開校。1906年には、女子師範学校の予備校として奈良育英学校（現・奈良育英学園の源流）が花芝町の旧教会堂の建物を使って教会を母体に設立された。

教会は後に現在地正門付近に移築され、1930年、現在も残る礼拝堂及び附属の会館を新たに建設した。

## 文化財

### 重要文化財（国指定）
- 日本聖公会奈良基督教会 2棟
  - 会堂
    - 附：会堂家具45点（聖卓1、一人掛椅子2、長机（小）2、長椅子（小）4、祭具机（大）1、祭具机（小）1、説教台1、聖書台1、長机（大）2、長椅子（大）30）

  - 親愛幼稚園舎
  - 附：正門、設計図面147枚

教会堂と渡廊下は1997年に登録有形文化財に登録され、2015年には重要文化財に指定された。